# Torre Sanui
La Torre de Sanui és una torre de guaita d'Àger (Noguera) inclosa en l'Inventari del Patrimoni Arquitectònic de Catalunya.
Les seves restes són situades a la masia anomenada la Torre de Sanui, aproximadament a 1 km a l'oest de la vila d'Àger, prop de la masia de Serret on hi ha les restes de l'antiga església de Santa Maria del Pla.

## Història
L'actual casa de camp ocupa el lloc d'una torre de guaita que, de ben segur, cal relacionar amb el sistema defensiu del castell d'Àger. Devia fer de guaita amb relació a la zona de onent de la vall d'Àger i permetia de connectar visualment amb altres fortificacions com la torre del Negre o el castell de Claramunt. Malauradament, no hi ha cap referència documental que es pugui relacionar amb la dita torre. Només la persistència del topònim «Torre de Sanui» ha permès cerciorar que hi havia una torre. Primitivament només hi havia la torre derruïda, que més tard s'incorporà a una cabana de camp i un corral, convertits finalment en un lloc d'habitatge. Popularment, com en el cas de la torre del Negre, s'ha considerat una «torre dels moros» i fins i tot n'existia una llegenda, en forma de romanç, avui perduda.

## Arquitectura
Les restes de l'antiga torre de guaita, de planta circular, ara són reaprofitades en una cisterna. L'edifici tenia uns 3 m de diàmetre interior i es conserva, en alguns indrets, en una alçada de fins a uns 3 m. S'hi observen un grup de murs i arcs, junt amb bigues de fusta molt malmeses que indiquen la presència de, com a mínim, 2 plantes. La gran majoria del conjunt presenta un aparell de maçoneria, amb carreus irregulars i disposats de mode heterogeni. És difícil estudiar aquests vestigis, però és indubtable que són les restes d'una torre del segle xi.